# 쉽락
쉽락(영어: Shiprock, 나바호어: Tsé Bitʼaʼí, "날개 달린 바위") 또는 쉽락피크(영어: Shiprock Peak)는 미국 뉴멕시코주 샌환군 나바호 네이션의 고원 사막 평원에서 약 482m(1,583ft) 정도 솟아 있는 모나드녹이다. 쉽락의 최고 고도는 해발 2,188m(7,177ft)이며 이 봉우리의 이름을 딴 쉽락 마을에서 남서쪽으로 17.30km(10.75마일) 정도 떨어져 있다.
나바호족이 통치하는 이 지역은 포 코너스 지역에 위치하며, 나바호족의 종교, 신화, 전통에서 중요한 역할을 한다. 쉽록은 암벽 등반가와 사진작가들이 자주 찾는 명소이며, 영화와 소설 등 여러 작품에 등장할 만큼 뉴멕시코주 북서쪽의 대표적인 랜드마크이다. 쉽락은 1975년에 미국 국립공원관리청에 의해 국가 자연 명승지로 지정되었다.

## 명칭
쉽락의 나바호어 이름인 "Tsé Bitʼaʼí"는 "날개 달린 바위"라는 뜻으로, 나바호족을 북쪽에서 현재의 땅으로 데려온 거대한 새의 전설을 의미한다. "쉽락"(Shiprock) 또는 쉽락 봉우리라는 이름은 봉우리가 19세기 거대한 쾌속선과 닮았다는 데서 유래되었다. 처음에 미국인들은 이 봉우리를 "바늘"이라고 불렀는데, 이는 1860년 J. F. 맥컴(J. F. McComb) 대위가 가장 높은 봉우리에 붙인 이름이다. 미국 지질조사국 지도에 따르면 "쉽락"(Shiprock)이라는 이름은 1870년대에 지어졌다고 한다.

## 지질학

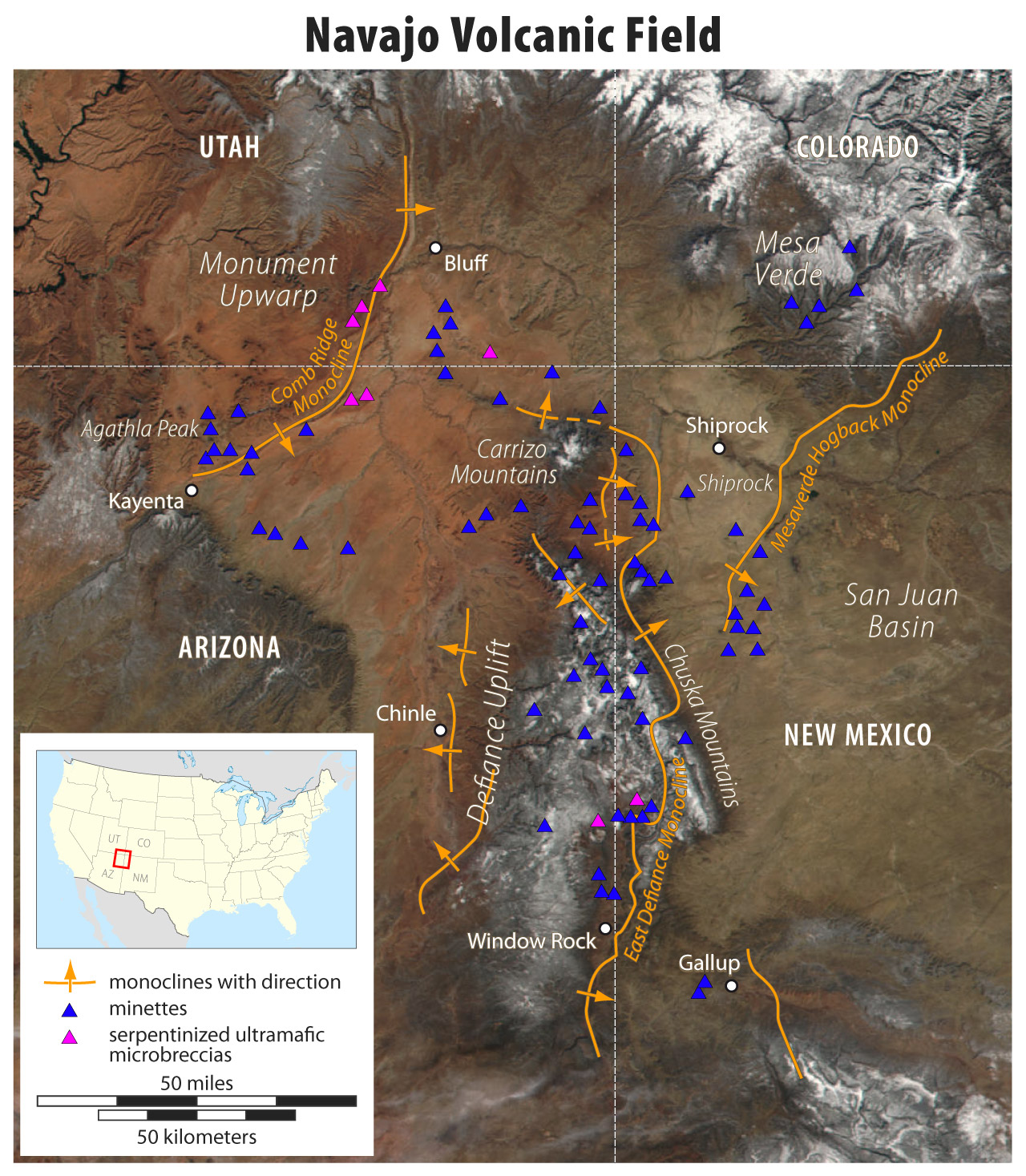
쉽락이 있는 나바호 화산 지대의 지도

화산경의 한 예인 쉽락은 파쇄된 화산 각력암과 미네트라고 불리는 일종의 황반암인 화성암의 검은 암맥으로 구성되어 있다. 쉽락은 화산의 침식 잔해이며, 다이아트림에서 형성된 화산 각력암이다. 원래는 지구 표면 아래 750~1,000m(2,500~3,000ft) 깊이에서 형성되었을 가능성이 높으며 수백만 년에 걸친 침식 작용 끝에 지면 위로 노출된 것을 보인다. 다이크(dike)라고 불리는 벽 모양의 미네트 판이 중앙 형성물로부터 방사형으로 뻗어 있다. 미네트의 방사성 연대 측정 결과, 이 화산암은 약 2,700만 년 전에 굳어진 것으로 밝혀졌다. 쉽락은 나바호 화산 지대의 북동쪽에 위치해 있다. 이 화산 지대는 약 3천만 년 전에 형성된 미네트와 기타 특이한 화성암이 침입하고 흘러내린 곳이다. 모뉴먼트밸리에 있는 아가틀라(엘 캐피탄)는 이 화산 지대의 또 다른 화산 암초이다.